# Winfred Yavi
Winfred Mutile Yavi (née le 31 décembre 1999 au Kenya) est une athlète bahreïnie, spécialiste du 3 000 m steeple, championne du monde en 2023 à Budapest et championne olympique à Paris en 2024.

## Biographie
Winfred Yavi est née au Kenya, dans le comté de Makueni, le 31 décembre 1999. Elle est naturalisée Bahreïnie en 2015 après avoir été rejetée plusieurs fois par l'équipe nationale kenyane en raison de résultats insuffisants aux sélections. Elle est autorisée à concourir pour Bahreïn en août 2016. Elle remporte la médaille de bronze lors des Championnats du monde juniors 2018 à Tampere. Peu après, le 20 juillet 2018, elle porte son record personnel du 3 000 m steeple à 9 min 10 s 74 à Monaco.
Elle se classe 4e des championnats du monde 2019 à Doha en 9 min 05 s 68, record personnel. Elle échoue à nouveau au pied du podium trois ans plus tard aux Mondiaux de Eugene.

### Championne du monde à Budapest (2023)
Aux championnats du monde de Budapest en 2023, Winfred Yavi remporte la médaille d'or au 3 000 m steeple, avec un temps de 8 min 54 s 29, devant les deux Kényanes Beatrice Chepkoech et Faith Cherotich.
En septembre 2023, elle s'impose en finale de la Ligue de diamant à Eugene avec un temps de 8 min 50 s 66, meilleure performance mondiale de l'année et record d'Asie.

### Championne olympique (2024)
Lors des Jeux olympiques d'été de 2024 à Paris, Winfred Yavi remporte la médaille d'or à l'épreuve du 3 000 mètres steeple féminin. Elle bat le record olympique précédent de six secondes avec un temps de 8 min 52 s 76.
Le 30 août à Rome, elle améliore son record d'Asie en s'imposant en 8 min 44 s 39, échouant pour 7/100s contre le record du monde.

## Palmarès
| Date | Compétition                     | Lieu             | Résultat | Épreuve     | Temps          |
| ---- | ------------------------------- | ---------------- | -------- | ----------- | -------------- |
| 2017 | Championnats du monde           | Londres          | 8e       | 3 000 m st. | 9 min 22 s 67  |
| 2018 | Championnats du monde juniors   | Tampere          | 3e       | 3 000 m st. | 9 min 23 s 47  |
| 2018 | Jeux asiatiques                 | Jakarta          | 1re      | 3 000 m st. | 9 min 36 s 52  |
| 2019 | Championnats panarabes          | Le Caire         | 1re      | 5 000 m     | 17 min 15 s 08 |
| 2019 | Championnats panarabes          | Le Caire         | 1re      | 3 000 m st. | 10 min 07 s 62 |
| 2019 | Championnats d'Asie             | Doha             | 3e       | 1 500 m     | 4 min 16 s 18  |
| 2019 | Championnats d'Asie             | Doha             | 1re      | 5 000 m     | 15 min 28 s 87 |
| 2019 | Championnats d'Asie             | Doha             | 1re      | 3 000 m st. | 9 min 46 s 18  |
| 2019 | Ligue de diamant                | Ligue de diamant | 7e       | 3 000 m st. | 9 min 14 s 84  |
| 2019 | Championnats du monde           | Doha             | 4e       | 3 000 m st. | 9 min 05 s 68  |
| 2019 | Jeux mondiaux militaires        | Wuhan            | 2e       | 5 000 m     | 15 min 15 s 93 |
| 2019 | Jeux mondiaux militaires        | Wuhan            | 1re      | 3 000 m st. | 9 min 19 s 24  |
| 2021 | Jeux olympiques                 | Tokyo            | 10e      | 3 000 m st. | 9 min 19 s 74  |
| 2022 | Championnats du monde           | Eugene           | 4e       | 3 000 m st. | 9 min 01 s 31  |
| 2022 | Jeux de la solidarité islamique | Konya            | 1re      | 1 500 m     | 4 min 14 s 35  |
| 2022 | Jeux de la solidarité islamique | Konya            | 1re      | 3 000 m st. | 9 min 34 s 57  |
| 2023 | Jeux panarabes                  | Oran             | 1re      | 3 000 m st. | 9 min 4 s 58   |
| 2023 | Championnats du monde           | Budapest         | 1re      | 3 000 m st. | 8 min 54 s 29  |
| 2023 | Ligue de diamant                | Ligue de diamant | 1re      | 3 000 m st. | 8 min 50 s 66  |
| 2023 | Jeux asiatiques                 | Hangzhou         | 1re      | 1 500 m     | 4 min 11 s 65  |
| 2023 | Jeux asiatiques                 | Hangzhou         | 1re      | 3 000 m st. | 9 min 18 s 28  |
| 2024 | Jeux olympiques                 | Paris            | 1re      | 3 000 m st. | 8 min 52 s 76  |

## Records
| Épreuve         | Temps              | Lieu | Date         |
| --------------- | ------------------ | ---- | ------------ |
| 3 000 m steeple | 8 min 44 s 39 (AR) | Rome | 30 août 2024 |